# Daniel Adjei
Daniel Yaw Adjei (* 10. November 1989 in Dansoman, oft auch Daniel Agyei geschrieben), Spitzname Damba, ist ein ghanaischer Fußballtorhüter.

## Karriere
Adjei kam 2007 zur Nachwuchsmannschaft des ghanaischen Erstligisten Liberty Professionals aus Accra. Bereits in seinem zweiten Jahr stieg er zum Stammtorhüter des Teams in der Ghana Premier League auf.
Daniel Adjei war auch der Torhüter der U-20-Auswahl Ghanas, die 2010 erst Afrika- und dann Weltmeister wurde. Er wurde zum Helden des Endspiels der U-20-WM, als er im Elfmeterschießen dreimal hielt.
Wie viele seiner U-20-Gefährten wurde auch er nach dem Erfolg in der A-Nationalmannschaft eingesetzt: Am 18. November 2009 gab er sein Debüt gegen Angola. Für die Fußball-Weltmeisterschaft 2010 in Südafrika wurde er als Torhüter Nummer 3 in das Aufgebot Ghanas aufgenommen. Er gilt als die kommende Nummer 1 im Team der Black Stars.